# Denkmäler und Gedenktafeln für Wiener Straßenbahner
Im Bereich der Wiener Linien, der stadteigenen Verkehrsgesellschaft, befinden sich Denkmäler und Gedenktafeln, die an Opfer des Ständestaats und des Nationalsozialismus erinnern:

## Denkmal für Hedy Urach und Hietzinger Straßenbahner

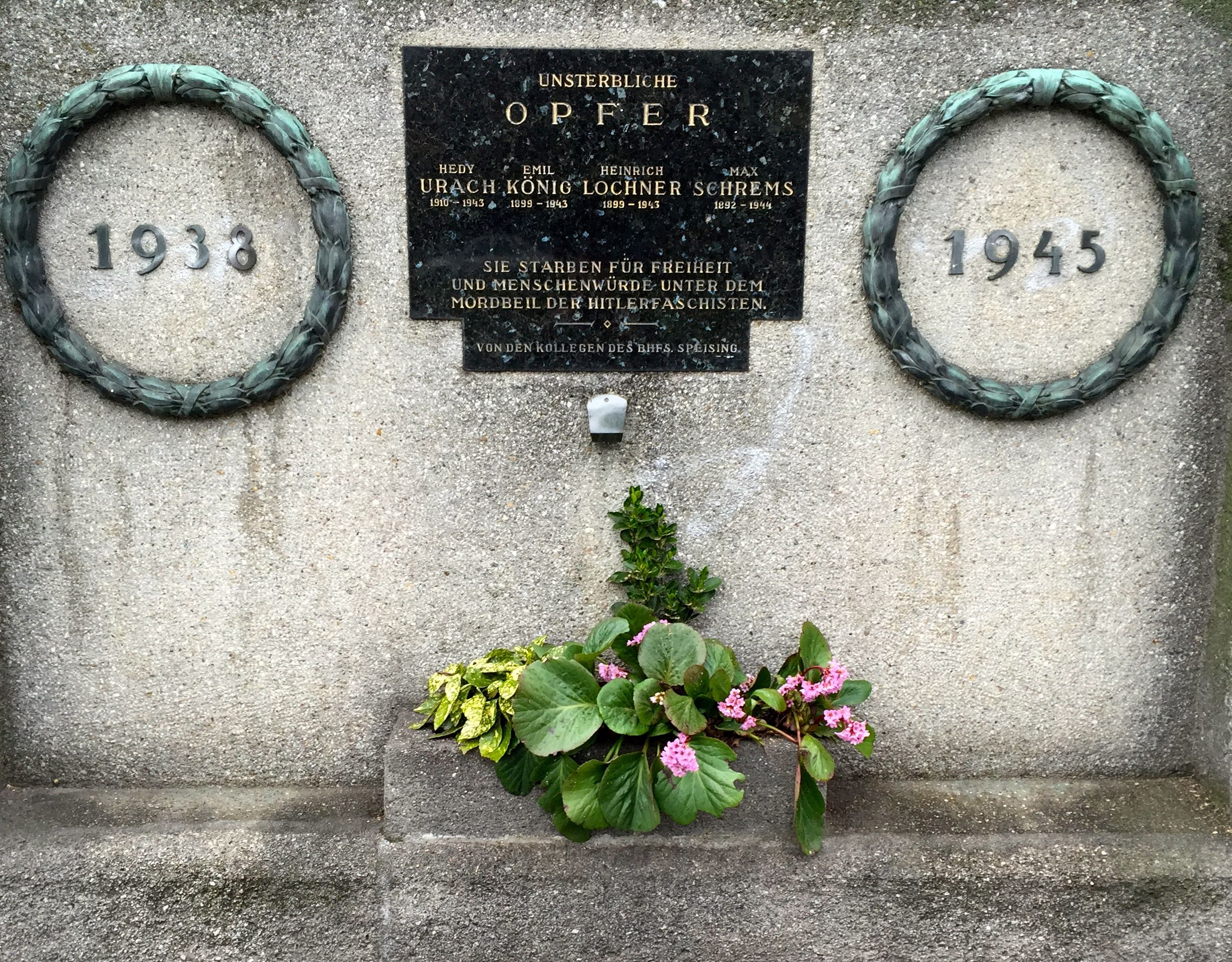
Denkmal, 13., Hetzendorfer Straße 188, für die NS-Opfer zwischen 1938 und 1945 und mit Gedenktafel für Hedy Urach und die namentlichen Hietzinger Straßenbahner, die aufgrund ihres Widerstands gegen das NS-Regime hingerichtet wurden.

Das Denkmal besteht aus einer Gedenktafel am Betriebsbahnhof Speising der Wiener Linien in der Hetzendorfer Straße 188 im 13. Bezirk. Es ist drei Wiener Straßenbahnmitarbeitern und Hedy Urach, der Tochter eines Straßenbahners aus Hietzing, gewidmet, die vom NS-Regime aufgrund ihrer Widerstandstätigkeit gegen den Nationalsozialismus zum Tode verurteilt und mit dem Fallbeil hingerichtet wurden. Das Denkmal wurde am 9. November 1947 der Öffentlichkeit übergeben.

### Inschrift
| Unsterbliche Opfer                                                                  |            |                  |             |
| Hedy Urach                                                                          | Emil König | Heinrich Lochner | Max Schrems |
| 1910–1943                                                                           | 1899–1943  | 1899–1943        | 1892–1944   |
| Sie starben für Freiheit und Menschenwürde unter dem Mordbeil der Hitlerfaschisten. |            |                  |             |
| Von den Kollegen des Bhfs. Speising.                                                |            |                  |             |

### Stifter und Enthüllung
Stifter des Denkmals waren die Wiener Straßenbahner. Die Enthüllung des Denkmals erfolgte am 9. November 1947, zwei Wochen nach der Enthüllung des Denkmals für die vom Faschismus ermordeten Feuerwehrmänner (Am Hof) in der Inneren Stadt durch Bürgermeister Theodor Körner.

## Andere Denkmäler und Gedenktafeln

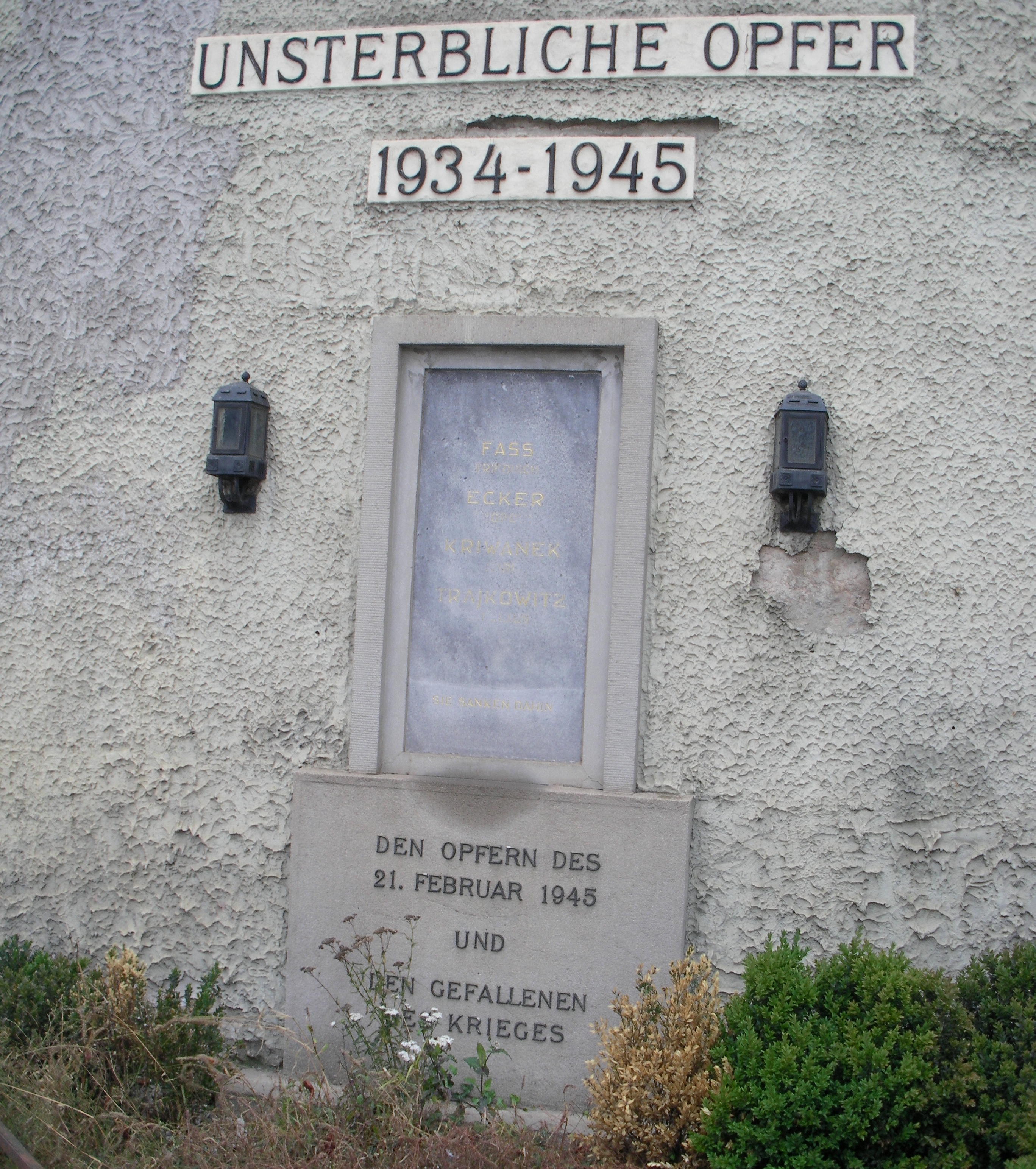
Ehemaliger Betriebsbahnhof Meidling, 12. Bezirk: Gedenkstätte für die Opfer des Faschismus zwischen 1934 und 1945.

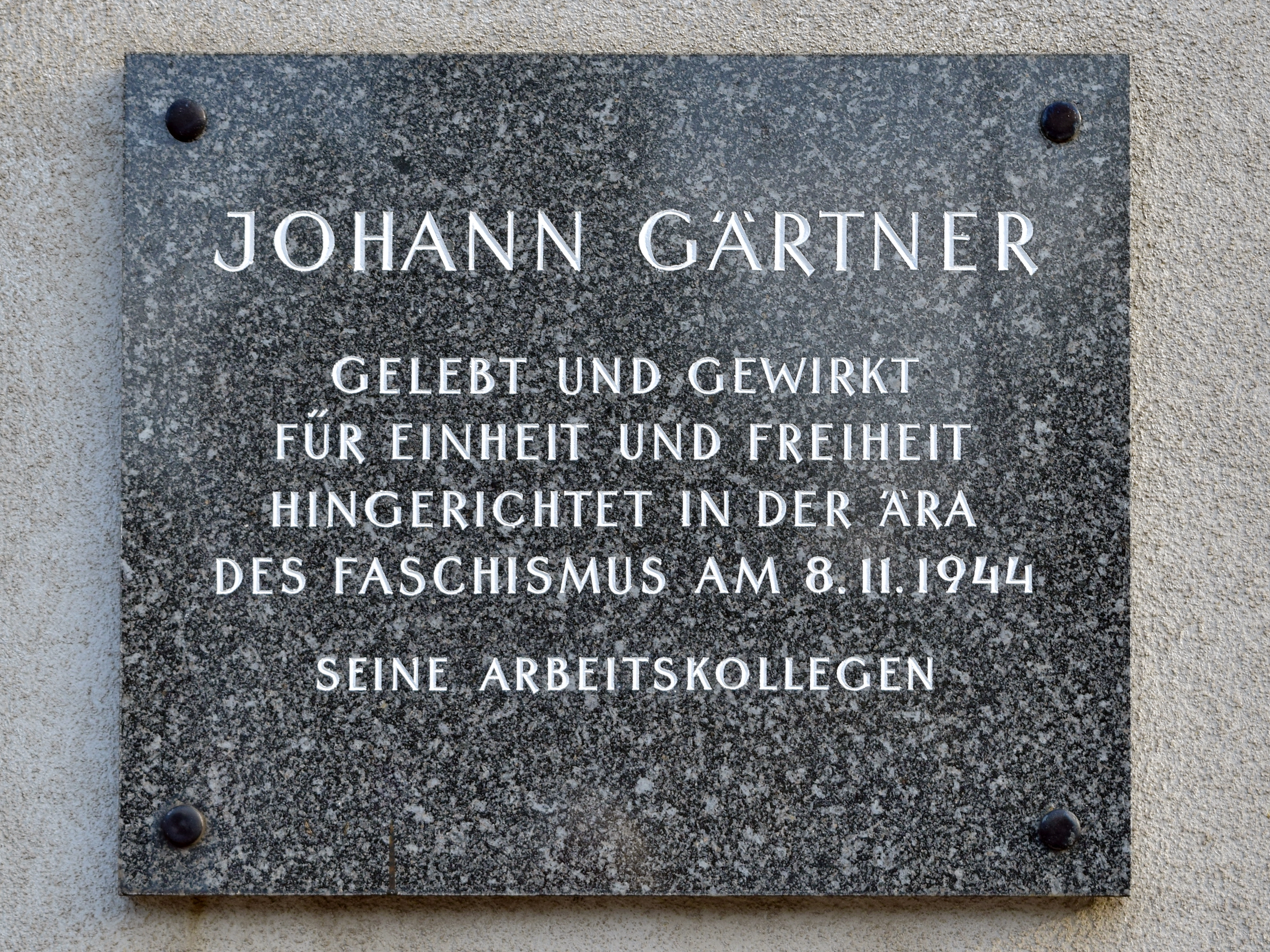
Betriebsbahnhof Rudolfsheim, 15. Bezirk: Gedenktafel an der Betriebshütte in der Einfahrt zur Remise: „Johann Gärtner gelebt und gewirkt für Einheit und Freiheit hingerichtet in der Ära des Faschismus am 8. 11. 1944. Seine Arbeitskollegin“

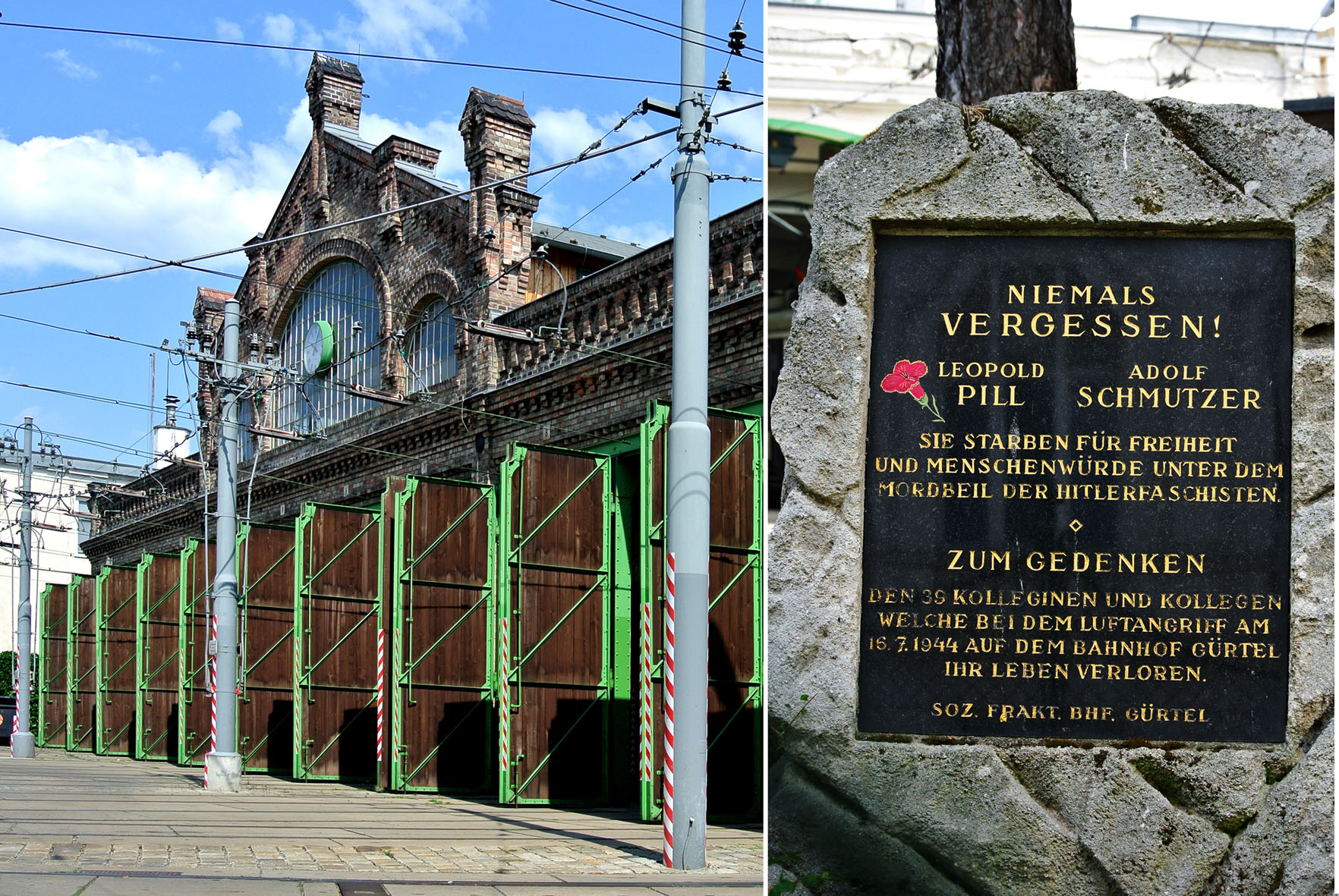
Ehemaliger Betriebsbahnhof Gürtel, 18. Bezirk: Gedenktafel für Leopold Pill und Adolf Schmutzer und für 39 Kolleginnen und Kollegen, welche bei dem Luftangriff am 16.7.1944 auf dem Bahnhof Gürtel ihr Leben verloren haben.

Es besteht eine Reihe weiterer Gedenkstätten für Wiener Straßenbahner, die dem Austrofaschismus oder dem NS-Regime zum Opfer fielen (in der Reihenfolge der Wiener Gemeindebezirke):

### Betriebsbahnhof Erdberg
Ein zentrales Mahnmal, gestiftet von der Personalvertretung der Wiener Verkehrsbetriebe (1953), war im Hof des Direktionsgebäudes der Wiener Verkehrsbetriebe (4., Favoritenstraße 9) zu sehen; heute befindet es sich im Straßenbahn-Betriebsbahnhof Erdberg, 3., Kappgasse 2, bei der U-Bahn-Station Erdberg. Darauf sind die Namen von 42 Bediensteten der Wiener Verkehrsbetriebe verzeichnet, die im Februar 1934 fielen oder im Widerstand gegen das NS-Regime ihr Leben verloren.

### Betriebsbahnhof Favoriten
Eine Gedenktafel am Betriebsbahnhof Favoriten (10., Gudrunstraße 153–159) erinnert an sieben Mitglieder einer antifaschistischen Gruppe, die von den Nationalsozialisten ermordet wurden, weil sie von 1939 bis 1941 Geld für die Familien von Inhaftierten gesammelt hatten.

### Ehemaliger Betriebsbahnhof Meidling
Eine Gedenkstätte am aufgelassenen Betriebsbahnhof Meidling (12., Koppreitergasse / Edelsinnstraße) an die Opfer des Faschismus zwischen 1934 und 1945 erinnert an die Opfer eines Bombenangriffs auf die Remise am 21. Februar 1945 und an die Straßenbahner, die als Angehörige der Wehrmacht ums Leben kamen, sowie mit einer Gedenktafel erinnert an vier Straßenbahner, die als Angehörige einer Widerstandsgruppe wegen Geldsammlungen für Familien von Inhaftierten und wegen Verbreitung illegaler Schriften hingerichtet wurden.

### Betriebsbahnhof Rudolfsheim
Im Betriebsbahnhof Rudolfsheim (15., Schwendergasse 51) befindet sich an der Betriebshütte an der Einfahrt zur Remise zwischen den Gleisen eine Gedenkstätte für die Opfer des Faschismus. Im Betriebsbahnhof wirkte eine Widerstandsgruppe, der vor allem Mitglieder des Schutzbundes angehörten. Eine Gedenktafel für einen ihnen, die ihm von seinen Arbeitskollegen gewidmet wurde, war Johann Gärtner (* 1894), der von der Gestapo verhaftet und am 8. November 1944 hingerichtet wurde.

### Ehemalige Hauptwerkstätte Siebeneichengasse
Am 24. November 1947 wurde in der Straßenbahnhauptwerkstätte Siebeneichengasse im 15. Bezirk von Vizebürgermeister Karl Honay eine Marmorgedenktafel für Josef Lengauer und Franz Mager enthüllt.

### Gedenktafeln in Währing
Zwei Gedenktafeln erinnern an drei hingerichtete Widerstandskämpfer gegen den Nationalsozialismus aus dem Kreis der Wiener Straßenbahner, eine am Betriebsbahnhof Währing (18., Kreuzgasse 72–76), eine am Betriebsbahnhof Gürtel (18., Währinger Gürtel 131).

### Gedenkstein in der Brigittenau
Seit 1946 erinnert ein Gedenkstein in der Brigittenau (20., Wexstraße 13) an sechs Straßenbahner, die im Kampf für ein freies Österreich und für die Arbeiterbewegung ihr Leben verloren haben und am 30. März 1943 im Wiener Landesgericht geköpft wurden.

### U-Bahn-Station Kagran
Eine Gedenktafel, die ursprünglich am Straßenbahn-Betriebsbahnhof Kagran im 22. Bezirk angebracht wurde, befindet sich heute an der U-Bahn-Station Kagran. Sie erinnert an fünf Straßenbahner, die im Februar 1934 bei der Verteidigung der Demokratie gefallen sind.